# Stade de la Tuilière
Het Stade de la Tuilière is een voetbalstadion in de Franstalige stad Lausanne in het westen van Zwitserland. De bouw van de arena in het noorden van de stad is begonnen in 2017 en is in 2020 voltooid. Het is de thuisbasis van FC Lausanne-Sport, dat afscheid heeft genomen van het Stade Olympique de la Pontaise, dat tijdens het Wereldkampioenschap voetbal 1954 nog dienst deed voor vijf wedstrijden. Er kunnen 12.000 toeschouwers plaats nemen.

## Trivia
Op 8 oktober 2021 speelde Jong Oranje in het stadion met 2–2 gelijk tegen Jong Zwitserland in het kader van de voorronde van het Europees kampioenschap voetbal onder 21 - 2023.